# Inkatenacja

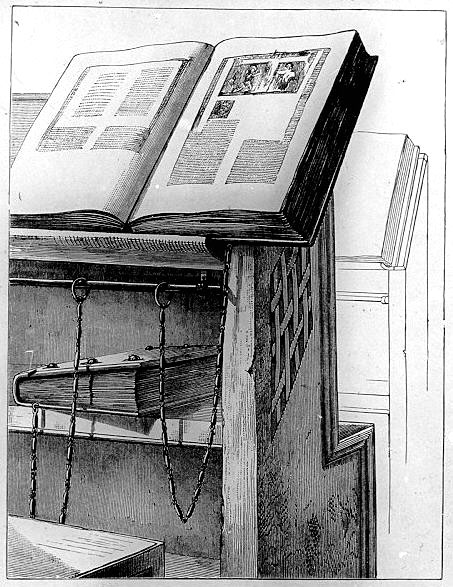
Liber catenatus w bibliotece w Cesenie

Inkatenacja (łac. catena, łańcuch) – okucia z łańcuchami, w które zaopatrywane były oprawy starych ksiąg, w celu przykucia tych ksiąg do pulpitu (skryptorium), na którym je czytano. Termin dotyczy głównie ksiąg sprzed ery druku - przepisywanych ręcznie i bogato zdobionych, a przez to będących bardzo cennymi przedmiotami. Okucia gwarantowały także stabilność księgi położonej na pochyłym pulpicie.
Księgę w ten sposób zabezpieczoną nazywano z łaciny liber catenatus.